# Conseil d'État (royaume du Congrès)
Pour les articles homonymes, voir Conseil d'État.
Le Conseil d'État (en polonais: Rada Stanu) du royaume du Congrès était une institution importante de la Pologne du XIXe siècle. Au cours du XIXe siècle, il y eut en fait trois conseils d'État dans le royaume de Pologne.

## Histoire
Le premier Conseil d'État est créé par la Constitution du royaume de Pologne (pl). Il comprend une Assemblée générale (Ogólne Zgromadzenie Rada Stanu) et en Conseil d'administration (pl). Avec le temps le terme Conseil d'État a fini par désigner l'Assemblée générale. Le premier Conseil d'État est composé de 5 ministres, 9 conseillers ordinaires et un certain nombre de conseillers extraordinaires (créés par le monarque). Le Conseil prépare des projets de loi et juge les responsables du gouvernement ayant commis une faute administrative. Il est dissous pendant l'insurrection de novembre 1830.
Le deuxième Conseil d'État est créé par le Statut organique du royaume de Pologne (pl) délivré par Nicolas Ier en 1832. Il est dissous le 8 septembre 1841.
Le troisième Conseil d'État est créé après le déclenchement de l'insurrection de Janvier. Il doit être convoquée au moins une fois par an et traite des projets de loi, le budget et le rapport des administrations principales. Il est à son tour dissous en 1867.